# Distretto di Beypazarı
Il distretto di Beypazarı (in turco Beypazarı ilçesi) è uno dei distretti della provincia di Ankara, in Turchia.

## Gastronomia
Beypazarı è famosa in Turchia per un biscotto li' prodotto, il Beypazarı kurusu.